# سیتی آو کپیتالز
سیتی آو کپیتالز، (به انگلیسی: City of Capitals) آسمان‌خراش ۷۶ طبقه به ارتفاع ۳۰۰٫۸ متر (۹۸۶٫۹ فوت) و مساحت زیربنای ۲۸۸٬۶۸۰ متر مربع (۳٬۱۰۷٬۳۰۰ فوت مربع)، با کاربری اداری-تجاری است، که در شهر مسکو، روسیه مستقر می‌باشد. پروژه ساخت این ساختمان در سال ۲۰۰۵ آغاز شد و در سال ۲۰۰۹ تکمیل و افتتاح گردید.